# Struttura interna di Venere

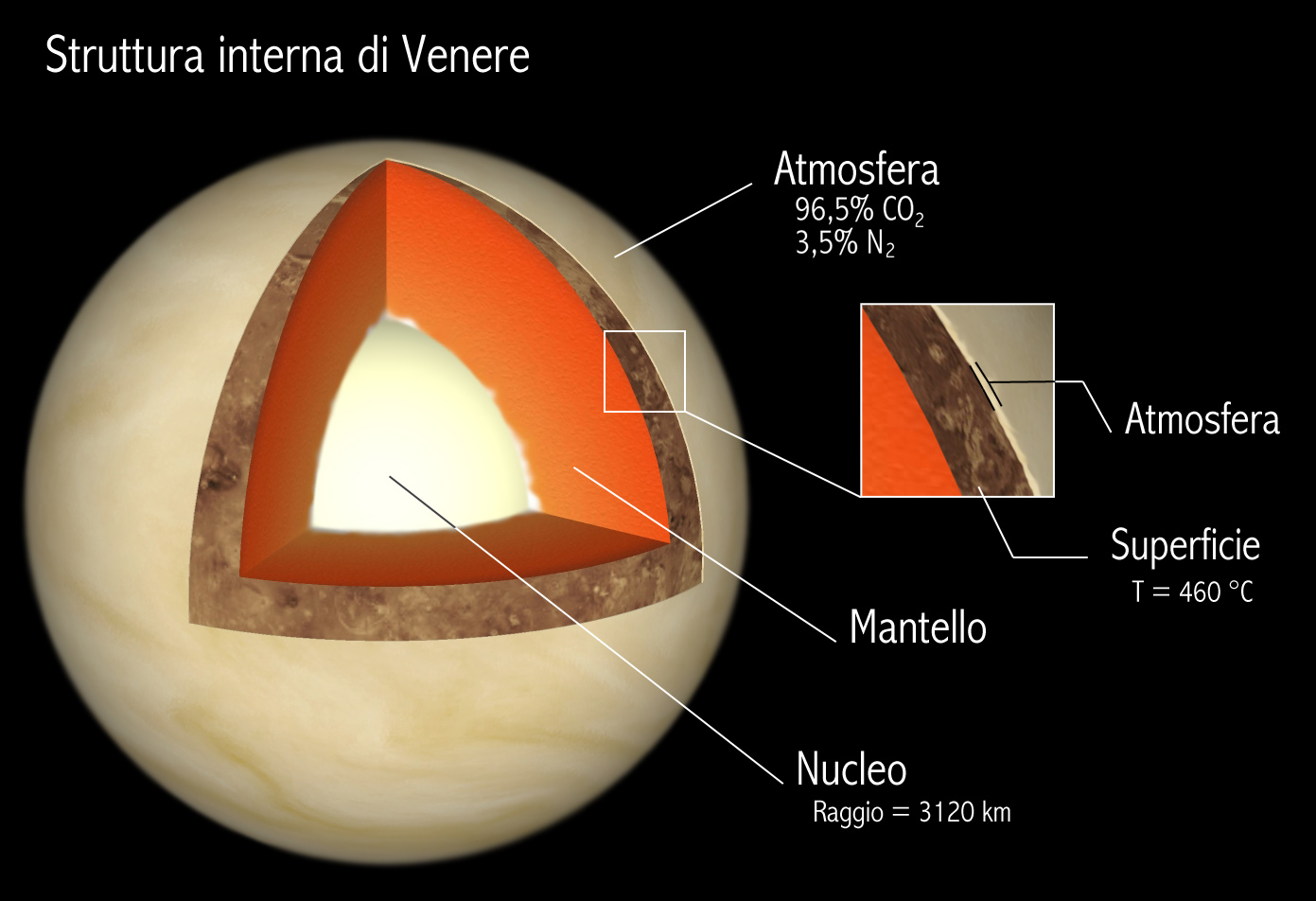
Struttura interna di Venere.

Ill nucleo interno di Venere si pensa sia ferroso, dato che il pianeta è molto simile alla Terra sia in struttura che dimensioni, e sia allo stato fuso perché ne viene data conferma da un pur debole campo magnetico, a parte quello indotto dall'effetto del vento solare.
Si ritiene che il nucleo abbia uno spessore di circa 3000 km ed il mantello di circa 2900 km, mentre la crosta dovrebbe essere inferiore a quella terrestre, circa sui 20 km. Le analisi compiute dalle sonde sovietiche indicano che la struttura della crosta e della superficie è simile al granito ed al basalto.
A causa della convezione del mantello sulla superficie si producono alcune anomalie, (corrugamenti, rigonfiamenti, spaccature ecc.) che sono però concentrate in piccole zone e non al limite delle zolle tettoniche.
Il decadimento radioattivo all'interno del pianeta genera calore che arriva all'esterno tramite forme di vulcanismo e zone dove la crosta è sottile generando caratteristiche formazioni dette duomi.